# Radio Nacional del Paraguay

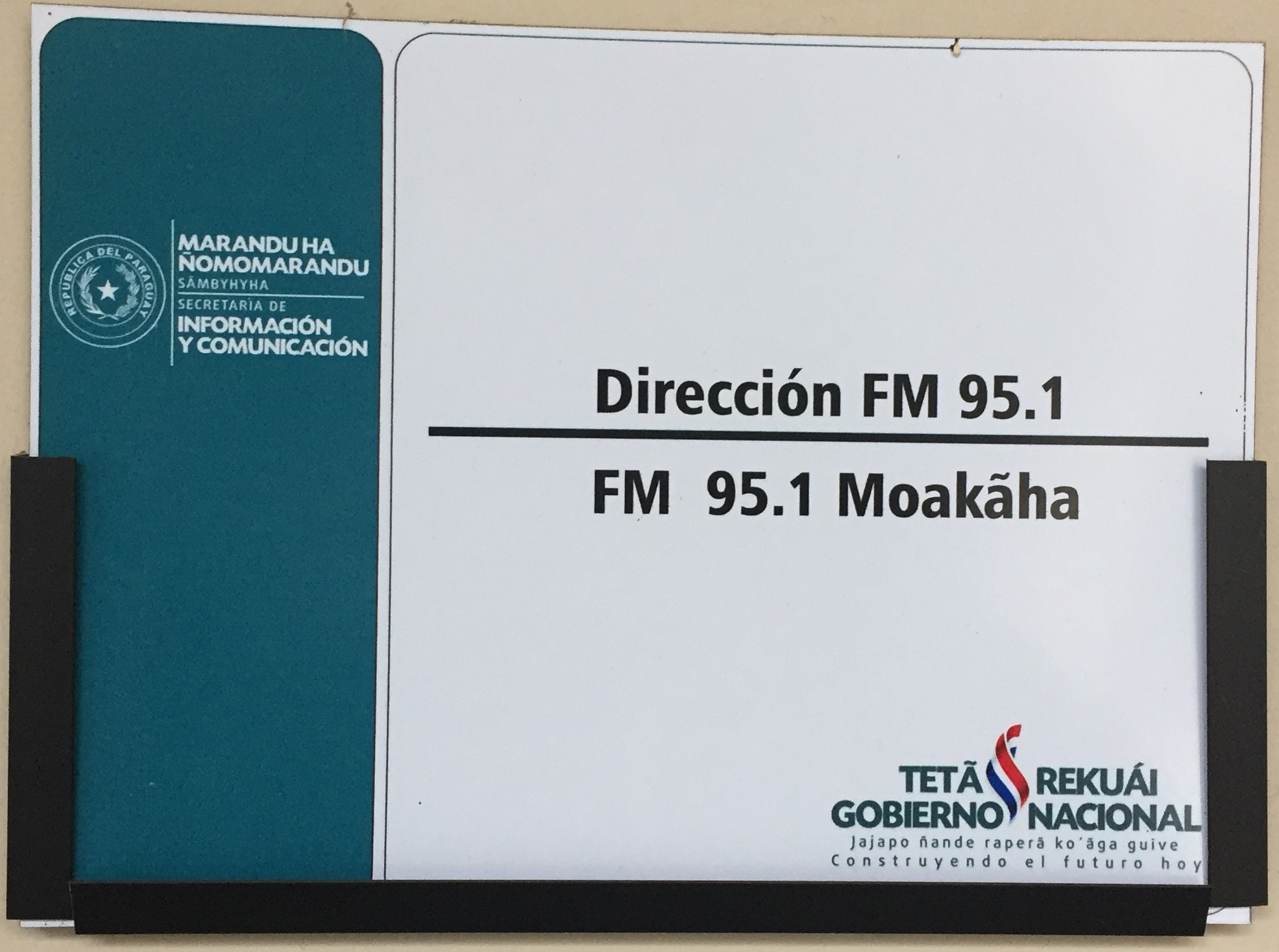
Cartel bilingüe castellano-guaraní en la sede central de la Radio Nacional del Paraguay en Asunción.

Radio Nacional del Paraguay es la emisora de radio pública del Paraguay, a cargo del Ministerio de Tecnologías de la Información y la Comunicación (Mitic). Fue inaugurada el 2 de septiembre de 1942 durante el gobierno provisional de Higinio Morínigo.
La creación del Mitic, en el gobierno de Mario Abdo Benítez, generó controversia. La medida fue criticada por gremios de periodistas paraguayos, que consideraron el proyecto una amenaza a la libertad de expresión.
Durante la dictadura del general Stroessner (1954-1989), la radio Nacional fue una herramienta de propaganda partidaria del régimen a través del programa La voz del Coloradismo, emitido en cadena con otros medios.
Es una de las radios con mayor alcance en Paraguay, opera en AM (920 kHz) y FM (95.1 MHz), además de transmitir por internet. Sus estudios están ubicados en la calle Blas Garay N.º241, en Asunción.